# لیل دورک
دِرک دریک بنکس (متولد ۱۹ اکتبر ۱۹۹۲)، معروف به لیل دِرک، رپر، خواننده و ترانه‌سرا از شیکاگو، ایالت ایلینوی است. وی عضو اصلی و بنیانگذار لیبل (OTF) می‌باشد. بنکس با انتشار میکستیپهای Signed to the Streets (۲۰۱۳–۲۰۱۴) طرفداران بسیار زیادی به دست آورد که منجر به امضای قرارداد با دف جم رکوردینگز شد. به گفته طرفداران رپ وی با مشارکت در گروه‌های گنگستری به شهرت رسید. اولین آلبوم استودیویی او، نام مرا به یاد داشته باش (۲۰۱۵) و دومین آلبومش (Lil Durk 2X (۲۰۱۶ را این ناشر قبل از اخراج دِرک در سال ۲۰۱۸ منتشر کرد. بنکس در آوریل سال ۲۰۲۰، اولین حضور خود را در ۱۰۰ تک‌آهنگ داغ بیلبورد با تک آهنگ "لحظه همه گیر" از پنجمین آلبوم استودیویی خود، Just Cause Y'all Waited 2 (۲۰۲۰) تجربه کرد. تجدید حیات تجاری لیل دِرک با تک آهنگ‌هایی مانند " 3 Headed Goat " (با حضور پولو جی و لیل بیبی)، " Backdoor " و " The Voice " و همکاری او با دریک در تک آهنگ "الان بخند، گریه برای بعد" و همچنین آلبوم صدا (۲۰۲۰) ادامه یافت. آلبوم مشترکش با لیل بیبی به نام صدای قهرمانان (۲۰۲۱) به صدر جدول بیلبورد ۲۰۰ رسید. وی درشهر شیکاگو بسیار شهرت دارد.

## اوایل زندگی
بنکس که در ۱۹ اکتبر ۱۹۹۲ متولد شد، سال‌های اولیه زندگی خود را با به دوش کشیدن مسئولیت زیادی در خانه گذراند چراکه پدرش از ۷ ماهگی او در زندان بود. او به خاطر می‌آورد که بعضی مواقع در دوران جوانی غذای کافی در خانه نداشت. وی اولین موفقیت خود را در شبکه‌های اجتماعی مانند مای اسپیس و یوتیوب بدست آورد و با گسترش طرفداران آنلاین خود، به ایده رپر شدن علاقه پیدا کرد. بنکس پس از پدر شدن در سن ۱۷ سالگی و ترک تحصیل در دبیرستان پاول روبسون، با جدیت بیشتری کار خود را انجام داد تا در شیکاگو به عضویت یک باند خیابانی به نامBlack Disciples درآید. درست پس از پیوستن، او با مشکلات قانونی روبرو شد و در اکتبر ۲۰۱۱ به دلیل اتهامات اسلحه، از جمله داشتن اسلحه با شماره سریال مخدوش، زندانی شد. طبق سوابق دادگاه، جرایم وی به اتهام استفاده غیرقانونی از سلاح، کاهش داده شد.

## حرفه
در سال ۲۰۱۱، بنکس موسیقی را به شکل جدی تری دنبال کرد. پس از شکست در امضای قرارداد با چیف کیف و لیبل‌های فرنچ مونتانا وی رپ را پس از انتشار دو تک آهنگ "Sneak Dissin" و "I'ma Hitta" که هر کدام به‌طور کلی بازخورد مثبت داشتند به عنوان یک کار تمام وقت دنبال کرد. در ۱۹ اکتبر ۲۰۱۲، دِرک سومین میکستیپ خود را با عنوان "زندگی شوخی نیست" منتشر کرد. این میکستیپ تا تاریخ ۲۲ سپتامبر ۲۰۱۵ در پلتفرم DatPiff بیش از ۲۱۶ هزار بار دانلود شد. در دسامبر ۲۰۱۲، دِرک قطعه ای را با نام "L's Anthem" منتشر کرد که بعداً با ریمیکس فرنچ مونتانا دوباره ساخته و منتشر شد.

## ۲۰۱۳–۲۰۱۵: قرارداد با OTF و Def Jam Recordings و میکستیپ Signed to the Streets
با توجه به محبوبیت "L's Anthem" و تک آهنگ بعدی آن، " Dis Ain't What U Want " در سال ۲۰۱۳، دِرک یک قرارداد سرمایه‌گذاری مشترک با مجموعهٔ Only the Family و Def Jam Recordings بست.
پس از مدتی کوتاه چهارمین میکستیپ دِرک Signed to the Streets در تاریخ ۱۴ اکتبر ۲۰۱۳ به‌طور انحصاری در DatPiff منتشر شد. در این میکستیپ Glo Gang و Lil Reese را به عنوان مهمان داشت که بر روی تنظیم‌هایی از Paris Bueller و Young Chop به همراه چند تن دیگر بر روی میکستیپ کار کردند برای تبلیغ میکستیپ‌ها هشت موزیک ویدیو منتشر شد: "Bars Pt. 2"، "Oh My God"، "100 Rounds" , "Dis Ain't What U Want" , "Bang Bros" , "Traumatized" , "Hittaz" و "تایمز". این میکستیپ بعدها توسط مجله رولینگ استون به عنوان هشتمین میکستیپ برتر سال ۲۰۱۳ انتخاب شد. در ۲۲ اکتبر ۲۰۱۳، دِرک در مصاحبه با مجله XXL گفت که او در حال کار بر روی اولین آلبوم خود تحت لیبل Def Jam است. همچنین، دِرک به عنوان بخشی از کلاس تازه‌وارد XXL 2014 معرفی شد.
در ۷ ژوئیه ۲۰۱۴، دِرک پنجمین میکستیپ خود را برای پایان دادن به سری Signed to the Streets منتشر کرد.

## ۲۰۱۵–۲۰۱۶: آلبوم نام مرا به یاد بیار و Lil Durk 2X
در ۲۵ مارس ۲۰۱۵، دِرک عنوان اولین آلبوم استودیویی خود را به اسم " نام مرا به یاد بیار " را تولید و تاریخ انتشار اصلی آن، ۱۲ ماه مه اعلام کرد. در همان روز، اولین تک آهنگ آلبوم " مثل من " با حضور جریمای منتشر شد. با این حال، در تاریخ ۲۰ آوریل ۲۰۱۵، دِرک اعلام کرد که انتشار آلبوم به تأخیر افتاده‌است. او همچنین جلد آلبوم را منتشر کرد و اعلام کرد که انتشار آن تا ۲ ژوئن عقب افتاده‌است
در تاریخ ۲ ژوئن ۲۰۱۵، اولین آلبوم دِرک، نام مرا بیاد بیار، طبق برنامه منتشر شد. این آلبوم با ۲۸۰۰۰ نسخه فروش در رتبه چهاردهم جدول بیلبورد ۲۰۰ قرار گرفت. در همان سال، دِرک ششمین میکستیپ خود را با عنوان ۳۰۰ روز، ۳۰۰ شب در ۱۵ دسامبر ۲۰۱۵ منتشر کرد. تنها آهنگ منتشر شده در تبلیغات برای میکستیپ " My Beyoncé " بود که در آن Dej Loaf رپر اهل دیترویت حضور داشت. این تک آهنگ در تاریخ ۲۰ نوامبر ۲۰۱۵ منتشر شد. در اوایل سال ۲۰۱۶ یک موزیک ویدیو برای «بیانسه من» منتشر شد. در ۵ ژوئن ۲۰۱۷، این تک آهنگ توسط انجمن صنعت ضبط آمریکا نشان طلا دریافت کرد.
Lil Durk دومین آلبوم خود را با نام Lil Durk 2X در ۲۲ ژوئیه ۲۰۱۶ منتشر کرد. پیش از این، او اولین تک آهنگ آلبوم "She Just Wanna" را با حضور Ty Dolla $ign در ماه مه منتشر کرد. از دیگر تک آهنگ‌های بعدی آلبوم می‌توان به "Money Walk" با حضور یو گوتی و تک آهنگ "True" اشاره کرد. متأسفانه آلبوم نتوانست همان استانداردهای آلبوم قبلی او را داشته باشد و به رتبه ۲۹ بیلبورد ۲۰۰ رسید.
دِرک در همان ماه هفتمین میکستیپ خود را با نام " آنها فراموش کردند" منتشر کرد. در این میکستیپ Lil Reese , Meek Mill , Mozzy , OTF Ikey، 21 SavageHypno Carlito , Dej Loaf , YFN Lucci و BJ The Chicago Kid به عنوان مهمان حضور دارند. در حالی که تنظیم آلبوم توسط C-Sick , ChopSquad DJ , Donis Beats , DP Beats , LeekeLeek , Kid Wonder , London on da Track , TY Made It و Young Chop انجام شد. میکستیپ توسط تک آهنگ "Baller" پشتیبانی و تبلیغ می‌شد. در ۷ دسامبر ۲۰۱۶، تک آهنگ "مثل من" از اولین آلبوم استودیویی وی، "نام من را به یاد بیاور" از طرف RIAA به نشان طلا رسید.

## ۲۰۱۷–۲۰۱۹: میسکتیپ‌ها، لیبل جدید و آلبوم‌های جدید
در طول سال ۲۰۱۷میلادی، دِرک چند میکستیپ منتشر کرد: " آهنگ‌های عاشقانه برای خیابان‌ها" در ماه فوریه، "Supa Vultures"، یک میکستیپ با Lil Reese در ماه اوت، Signed to the Streets 2.5 در اکتبر و Bloodas، یک همکاری با تی گریزلی در دسامبر.
در تاریخ ۲۹ مارس ۲۰۱۸میلادی، دِرک اعلام کرد دوازدهمین میکستیپ وی Just Cause Y'all Waited روز بعد در نیمه شب منتشر خواهد شد. در همان زمان، او ضمن ابراز آرزوی موفقیت روزافزون، از اینکه قرارداد خود را با لیبل دف جم فسخ کرده‌است خبر داد. درست روز بعد میکستیپ Just Cause Y'all Waited را به‌طور انحصاری در Apple Music و iTunes Store منتشر کرد. این میکستیپ از آن زمان به اولین پروژه غیر آلبومی دِرک تبدیل شده‌است که به جدول بیلبورد وارد می‌شود.
دِرک همچنین از یک پروژه مشترک با ۸۰۸ مافیا، DY، دِرکیو کریزی خبر داده‌است که هنوز منتشر نشده‌است.
در ۲۷ ژوئیه ۲۰۱۸، دِرک اعلام کرد که با Alamo Records و Interscope Records قرارداد بسته و سومین آلبوم استودیویی خود را به نام Signed to the Streets 3 در ۹ نوامبر ۲۰۱۸ تحت لیبل‌های Alamo / Interscope منتشر کرد. این این آلبوم شامل Young Dolph، Gunna، A Boogie wit da Hoodie، Future، Kevin Gates، Lil Baby , Lil Skies، TK Kravitz و Ty Dolla Sign به عنوان مهمان می‌باشد.چهارمین آلبوم دِرک به نام "Love Songs 4 The Streets 2" به عنوان پایانی بر میکستیپ‌های او در تاریخ ۲ اوت ۲۰۱۹ منتشر شد. در این آلبوم 21 Savage، A Boogie wit da Hoodie , Key Glock , King Von , Meek Mill و Nicki Minaj به عنوان میهمان حضور دارند. این آلبوم در بیلبورد ۲۰۰ در ایالات متحده به رتبه چهار رسید.

### ۲۰۲۰ تا کنون: Just Cause Yall Waited 2 و The Voice
پنجمین آلبوم او، Just Cause Y'all Waited 2، در ۸ مه سال ۲۰۲۰ منتشر شد. این آلبوم شامل دومین آهنگ برتر او از نظر فروش با نام " 3 Headed Goat " با حضور Polo G و Lil Baby است که توانست در هفته اول رتبه پنجم بیلبورد ۲۰۰ کسب کند. همچنین نسخه Deluxe از این آلبوم در ۲۶ ژوئن سال ۲۰۲۰ با هفت قطعه اضافی منتشر شد، که به آلبوم کمک کرد تا به رتبه شماره دو بیلبورد ۲۰۰ صعود کند.
در ۱۴ اوت ۲۰۲۰، لیل دِرک در تک آهنگ دریک، «حالا بخند، گریه برای بعد» حضور داشت که به عنوان تک آهنگ اصلی آلبوم ششم استودیویی دریک، Certified Lover Boy (2021) منتشر شد. این قطعه به رتبه دو Billboard Hot 100 رسید و به عنوان اولین ورودی دِرک به ۱۰ آهنگ برتر و پرفروش‌ترین ترک دِرک رسید.
در ۲۸ آگوست سال ۲۰۲۰، لیل دِرک تأیید کرد که پروژه آینده او "The Voice" نام دارد که در نهایت به ترک هم‌نام ششمین آلبوم استودیویی وی The Voice شناخته شد و او برای اولین بار تاریخ انتشار را اکتبر ۲۰۲۰ اعلام کرد. او در ابتدا اظهار داشت که انتشار آلبوم در همان روز انتشار دومین آلبوم استودیویی 6ix9ine TattleTales، خواهد بود. چرا که قبل‌تر میان این دو درگیری به وجود آمده بود. او بعداً " Stay Down " را با دو رپر آمریکایی 6lack و Young Thug به عنوان دومین آهنگ به همراه ویدیو در تاریخ ۳۰ اکتبر ۲۰۲۰ منتشر کرد. سرانجام او " Backdoor " را به عنوان سومین و آخرین تک آهنگ به همراه ویدیو در ۲۱ دسامبر سال ۲۰۲۰ منتشر کرد. این آلبوم در ۲۴ دسامبر سال ۲۰۲۰ منتشر شد که این تاریخ برای ادای احترام به دوست خود King Von انتخاب شد.

## Only the Family
"Only the Family" یک مجموعه است که توسط لیل دِرک در سال ۲۰۱۰ تشکیل شده‌است. هنرمندانی مانند King Von , DoodieLo درگذشته و OTF Ikey با این لیبل کار کردند.

## زندگی شخصی
در تمام دوران کودکی، پدرش، دانتی بنکس بدون مشخص شدن جزییات قانونی در حال گذراندن حبس ابد بود. او یک برادر بزرگتر داشت، Dontay Banks Jr معروف به "D Thang". تا تاریخ ۲۰۲۰ او شش فرزند دارد. وی در حال حاضر ایندیا رویال در رابطه است.
در تاریخ ۳۱ مه ۲۰۱۴، OTF Nunu پسر خاله دِرک که رپر اهل شیکاگو بود به قتل رسید. سپس، در ۲۷ مارس ۲۰۱۵ "OTF Chino Dolla" دوست و مدیر دِرک نیز به ضرب گلوله کشته شد. در تاریخ ۶ نوامبر سال ۲۰۲۰، دوست نزدیک لیل دِرک، کینگ فون، در آتلانتا به قتل رسید. در ۶ ژوئن ۲۰۲۱، برادر دِرک، Dontay "DThang" Banks Jr، در خارج از یک کلوپ شبانه شیکاگو مورد اصابت گلوله قرار گرفت و کشته شد.
دورک بنکس اعلام کرده مسلمان است و از جنبش اجتماعی «جان سیاه‌پوستان اهمیت دارد» حمایت کرده.

## مشکلات قانونی
در سال ۲۰۱۱، بنکس به اتهام حمل اسلحه دستگیر و به سه ماه زندان محکوم شد. او بعداً با قرار وثیقه آزاد شد، اما برای گذراندن ۸۷ روز بیشتر به زندان بازگردانده شد. در تاریخ ۵ ژوئن ۲۰۱۳، بنکس به اتهام پرتاب اسلحه با کالیبر ۰٫۴۰ به درون ماشین، زمانی که پلیس به او نزدیک می‌شد دستگیر شد. وی به جرم استفاده غیرقانونی از سلاح توسط یک جنایتکار متهم شد. درحالی که وکیل بنکس ادعا می‌کرد ۹ گواهی استشهاد از شاهدان تأیید کننده بی گناهی دِرک دارد، وی با حکم وثیقه ۱۰۰هزار دلاری در بازداشت بود. یک شاهد نیز اعتراف کرد که اسلحه متعلق به خود او بوده‌است. بنکس در ۱۸ ژوئیه ۲۰۱۳ آزاد شد.
در ۴ سپتامبر ۲۰۱۵، ساعاتی قبل از اجرای برنامهٔ کنسرتی در تئاتر هنرهای زنده در مرکز شهر، فیلادلفیا، پنسیلوانیا، یک تیراندازی اتفاق افتاد که اتوبوس تور دِرک در اثر تیراندازی آسیب دید و یک مرد در حین درگیری کشته شد. دِرک دستگیر یا مورد بازجویی پلیس قرار نگرفت.
در ۱۹ اوت ۲۰۱۶، از آنجا که در مدت آزادی مشروط مرتکب جرم نشده بود، قاضی پرونده حمل اسلحه او را تبرئه کرد.
در ژوئن ۲۰۱۹، لیل دِرک و کینگ فون به اتهام اقدام به قتل دستگیر شدند. به گفته دادستان‌ها، این دو نفر در تاریخ ۵ فوریه ۲۰۱۹ فردی را خارج از یک پیست معروف اتومبیل‌رانی در آتلانتا برای دزدی یک جیپ چروکی و ۳۰ هزار دلار پول مجروح کردند و پس از هفته‌ها زندان، دِرک و فون به ترتیب با وثیقه ۲۵۰ و ۳۰۰ هزار دلاری آزاد شدند.

## جنجال‌ها
دِرک در یک بیف (درگیری هیپ هاپی) بین چف کیف و جوزف «لیل جوجو» کلمن از Gangster Disciple درگیر بود. بعد از اینکه دِرک آهنگ "Ls Anthem" را منتشر کرد که در آن گروه باند جوجو، The Brick Squad (که نباید با لیبل خواننده رپ گوچی مین اشتباه گرفته شود) را دیس کرد، جوجو با قطعه "BDK (300K)" پاسخ داد و اکثریت قریب به اتفاق اعضای باند، به ویژه کیف، ریز و دِرک را مورد هدف قرار داد. این درگیری پس از تیراندازی و کشته شدن لیل جوجو در ۵ سپتامبر ۲۰۱۲ به یک فاجعه ختم شد.
در اواخر ۲۰۱۲، پس از امضای قرارداد، به ترتیب، با لیبل‌های خواهر یونیورسال موزیک، Def Jam Recordings و Interscope Records، مشکلات اجتماعی و شخصی بین Durk و لیبل چف کیف، Glo Gang، نمایان شدند. پس از یک دعوا در شبکه‌های اجتماعی، دِرک از لیبل چیف جدا شد. سپس، آهنگ‌های مختلفی برای دیس، به ویژه از سوی Durk ساخته شد. مثل ریمیکس "Chiraq" به همراهی Nicki Minaj و Meek Mill و Shy Glizzy. در آن ترک، او نه تنها Keef را صدا می‌کند، بلکه از Lil Reese، The Game، Tyga , King L و Gangster Disciples نیز نام می‌برد. او حتی کیف را به "بی احترامی" متهم می‌کند که به دوستی آنها بخاطر Tyga و ریمیکس "Chiraq" پشت کرده‌است. در همین میان که چیف با گروه رپ Migos درگیر شده بود، دِرک از این گروه برای تحقیر کیف حمایت کرد. با این حال در اوت ۲۰۱۴، دِرک تصمیم گرفت اختلافات خود را با او حل کند و دعوا را تمام کند.
بعد از اینکه دِرک King L را در ریمیکس "Chiraq" خود دیس کرد، L به او و کیف پاسخ داد و خصومت آنها را با تریلر یک فیلم مسخره مقایسه کرد. با این حال، این جریان زیاد طول نکشید زیرا L دعوای خود با دِرک را «یک اشتباه بزرگ» خواند.
اختلافات دِرک با رپرهای کالیفرنیایی The Game و Tyga در سال ۲۰۱۴ و پس از انتشار ریمیکس خود برای "Chiraq" ساخته نیکی میناژ، به نام "Chiraq to LA" شعله‌ور شد. غیر از دِرک، 40 Glocc Compton Menace و Waka Flocka Flame هم مورد حمله قرار گرفتند. این موضوع دِرک و The Game را مجبور کرد تا در شبکه‌های اجتماعی حملات تندی را نسبت به هم صورت دهند. پس از آنکه دِرک تهدید کرد که به "Tyga" حمله خواهد کرد، به خاطر داشتن رابطه با نامزد سابق گیم، تیفنی کمبریج، اقدام به فخر فروشی کرد. این The Game را مجبور کرد کند تا با "Bigger than Me" پاسخ دهد، که هدف او Durk، 40 Glocc و بسیاری دیگر بود. درست هشت ماه پس از آن، دِرک با The Game و یک هفته بعد با Tyga اختلافات خود را کنار گذاشت.
در دوران نوجوانی، دِرک و Famous Dex در دبیرستان پاول روبسون تحصیل می‌کردند، اما پس از انصراف هر دو، به نظر می‌رسد ارتباط این دو قطع شد. اما بعد از مشهور شدن دِرک، Famous Dex در مصاحبه‌ای فاش کرد که بعد از آن روز هرگز او را ندیده‌است، تا اینکه سرانجام در طول جوایز BET 2016 فرصت دیدار با یکدیگر را پیدا کردند. دِرک همچنین اعتراف کرد که او هنوز با دِکس دوست است. Lil 'Mister همچنین ادعا کرد که یک پروژه مشترک بین این دو رپر در دست ساخت است.

## دیسکوگرافی

### آلبوم‌های استودیویی
- Remember My Name (2015)
- Lil Durk 2X (2016)
- Signed to the Streets 3 (2018)
- Love Songs 4 the Streets 2 (2019)
- Just Cause Y'all Waited 2 (2020)
- The Voice (2020)

### آلبوم‌های مشارکتی
- The Voice of the Heroes (با Lil Baby) (2021)

## جوایز و نامزدها
| جوایز      | سال  | کار نامزد شده          | دسته‌بندی                                    | نتیجه     | Ref.    |
| ---------- | ---- | ---------------------- | ------------------------------------------- | --------- | ------- |
| جوایز گرمی | ۲۰۲۰ | بهترین اجرای رپ ملودیک | "بخند الآن، گریه برای بعد" (به همراه Drake) | نامزد شده | [ ۱۰۶ ] |
| جوایز گرمی | ۲۰۲۰ | بهترین آهنگ رپ         | "بخند الآن، گریه برای بعد" (به همراه Drake) | نامزد شده | [ ۱۰۶ ] |

| جوایز       | سال  | کار نامزد شده            | دسته‌بندی                                     | نتیجه     | Ref.    |
| ----------- | ---- | ------------------------ | -------------------------------------------- | --------- | ------- |
| جوایز NAACP | ۲۰۲۱ | آهنگ برجسته هیپ هاپ / رپ | " بخند الآن، گریه برای بعد " (به همراه دریک) | نامزد شده | [ ۱۰۷ ] |